# 藤山健康文化公園
藤山健康文化公園（ふじやまけんこうぶんかこうえん）は、愛媛県今治市大西町にある都市公園（総合公園）である。

## 概要
国道196号から少し離れたところにある公園。北駐車場から公園への入り口にはヨーロッパ風のレンガ造りの橋があり公園のシンボルとなっている。公園内には遊具や広い芝生公園などが整備されており、休日は家族連れで賑わっている。
また公園内の丘陵山頂には国の史跡・妙見山古墳があり、後円部内に竪穴式石槨が展示公開されているほか、出土遺物等が公園内の今治市大西藤山歴史資料館に展示されている。

## 主な施設
- アスレチック遊具
- 今治市大西藤山歴史資料館
- 芝生広場
- 妙見山古墳:国の史跡
- 駐車場（無料）約180台:公園の東、西、北の方向にそれぞれ駐車場が設けられている。

## アクセス
- JR四国予讃線大西駅から徒歩で約15分
- せとうちバス大西支所前停留所から徒歩で約5分

## 周辺
- 今治市役所大西支所
- 今治市大西老人福祉センター
- 今治警察署大西駐在所